# Северный Ливан
Северный Ливан или Север (араб. الشمال‎ - эш-Шемаль)  — одна из мухафаз Ливана.
Административный центр мухафазы — город Триполи. Население мухафазы составляет около 800 000 человек.

## Районы
Мухафаза разделена на 7 районов:
- Аккар (Хальба) - выделен из провинции Северный Ливан[3][4]с образованием одноименной провинции Аккар[5].

- Ботрон (Ботрон)
- Бишари (Бишари)
- Кура (Амюн)
- Миние-Дание (Эль-Миния)
- Триполи (Триполи)
- Згарта (Згарта)